# Reveléika
Reveléika, en grec moderne : Ρεβελαίικα, est un village du dème de Zacháro, district régional d’Élide, en Grèce-Occidentale.
Selon le recensement de 2011, la population du village s'élève à 22 habitants.